# Picrophilus
Genre
Classification phylogénétique
- Classe : Thermoplasmata
  - Ordre : Thermoplasmatales
    - Famille : Ferroplasmaceae
      - Genre : Acidiplasma
      - Genre : Ferroplasma

    - Famille : Picrophilaceae
      - Genre : Picrophilus

    - Famille : Thermoplasmataceae
      - Genre : Thermoplasma

Espèces de rang inférieur
- Picrophilus oshimae
- Picrophilus torridus

Picrophilus est un genre d'archées de la famille des Picrophilaceae. Ce sont des microorganismes les plus acidophiles connus, pouvant se développer à un pH de -0,06. Ce sont des acidophiles obligatoires qui ne peuvent maintenir l'intégrité de leur membrane plasmique à pH supérieur à 4. Bien qu'elles soient liées d'un point de vue phylogénétique aux autres espèces de la classe des Thermoplasmata, celles du genre Picrophilus ont une couche S sur leur paroi cellulaire, ce qui les distingue des genres Thermoplasma et Ferroplasma.